# Storsaivis
Storsaivis, även Storsaivas (lulesamiska: Stuor Sájvva), är en by i sydligaste delen av Gällivare kommun i Lappland. Närmaste by är Suobbat som ligger cirka 2,5 kilometer nordväst om Storsaivis.
Storsaivis ligger på en udde vid sjön Storsaivis (280 m ö.h.). Området har haft historisk betydelse för offerriter inom Gällivare skogssamebys område.
Byn förbinds nordvästerut via en enskild väg till länsväg BD 813.